# Richard Heck
Richard Frederick Heck (ur. 15 sierpnia 1931 w Springfield, zm. 10 października 2015 w Manili) – amerykański chemik. Odkrył reakcję chemiczną, nazwaną na jego cześć reakcją Hecka. Uhonorowany Nagrodą Nobla w dziedzinie chemii w 2010 roku za reakcje sprzęgania przy użyciu katalizatorów palladowych w syntezie organicznej, wspólnie z Eiichim Negishim i Akirą Suzuki.

## Życiorys
Otrzymał tytuły bakałarza i doktora na University of California, Los Angeles w 1952 i 1954 roku. Odbył staż pod kierunkiem Saula Winsteina. Po otrzymaniu tytułu doktora studiował na Politechnice Federalnej w Zurychu u Vladimira Preloga. Od 1956 zatrudniony w Hercules Powder Co. w Wilmington. Od 1971 na University of Delaware. W 1989 przeszedł na emeryturę.